# بوبي كاربنتر
بوبي كاربنتر (بالإنجليزية: Bobby Carpenter)‏ هو لاعب كرة قدم أمريكية أمريكي، ولد في 1 أغسطس 1983 في لانكستر في الولايات المتحدة.

## وصلات خارجية
- بوبي كاربنتر على موقع مرجع كرة القدم المحترفة.كوم (الإنجليزية)